# Luis Lamarca y Morata
Luis Lamarca y Morata (Torrente, 22 de septiembre de 1793 - Valencia, 7 de septiembre de 1850), fue un político, historiador, lexicógrafo y escritor español.

## Biografía
Nació en Torrente, donde su padre, protegido por el conde de Floridablanca, estaba montando una fábrica de tejidos. Sirvió durante la guerra de la Independencia a las órdenes del conde de Almodóvar y, liberal exaltado como él, sufrieron cárcel en el sexenio absolutista de Fernando VII (1814-1820). Con la revolución auspiciada por Rafael del Riego fue liberado en 1820 y lo nombraron oficial del ayuntamiento de Valencia; como tal redactó numerosos bandos y proclamas constitucionales; también durante el Trienio Constitucional (1820-1823) formó, con Gaspar Bono Serrano, José de Orga, Estanislao de Kostka Vayo y otros intelectuales, una academia literaria, bajo el patrocinio de Juan Nicasio Gallego.
Exiliado en Londres (1823), trabajó para la editorial de Vicente Salvá; luego pasó a París y, de regreso a Valencia, ocupó cargos en la Diputación Provincial. Fue redactor de El Turia (1833-1836), El Fénix y La Verdad, y tradujo al castellano desde el inglés y el francés gran cantidad de novelas y libros de historia. 
Publicó varios opúsculos, entre los cuales destaca Valencia vindicada por el carácter de sus naturales (1831), El teatro de Valencia (1840) y Valencia antigua (1848). Fue autor de un Ensayo de un diccionario valenciano-castellano (1839 y 1842), de una cierta importancia por el interés que mostraba por un idioma vivo y la precisión de sus equivalencias. Una calle en Valencia le está dedicada.

## Obras
- Obra completa, Torrent: Ayuntamiento de Torrente, 2000. Incluye:
  - "Carta a D. E. Cosca Vayo con algunas observaciones sobre sus ensayos poéticos".
  - "Respuesta al folleto titulado Contestación a la carta sobre las poesías de Vayo".
  - "Valencia vindicada en el carácter de sus naturales" ([Valencia?] Impr. De J. Ferrer de Orga, 1831).
  - "Noticia histórica de la conquista de Valencia por el rei (sic) D. Jaime I de Aragón".
  - "Ensayo de un Diccionario valenciano-castellano" (1839 y 1842). Hay ed. facsímil.
  - "El teatro de Valencia desde sus orígenes hasta nuestros días" (Valencia: J. Ferrer de Orga, 1840). Hay ed. facsímil de Valencia: Librerías París-Valencia, 1992.
  - "Valencia antigua, o sea relación de las puertas, calles y plazas que tenía dicha ciudad en los siglos más inmediatos a la conquista y las que respectivamente les corresponden en el día", 1848.
- Teatro histórico, político y militar, noticias selectas y heroicos hechos de los príncipes y varones mas ilustres que celebran la fama, Valencia: Universidad de Valencia, 1997.
- Apuntes sobre el arte de representar, dedicados a los individuos de la sesión de declamación del Liceo valenciano por el socio de mérito del mismo D. Luis Lamarca, Valencia: López, 1841, publicado también en los núms. 12, 13 y 14 de Revista de Teatros (febrero-marzo de 1841).